# Somatina
Somatina là một chi bướm đêm thuộc họ Geometridae.

## Species
- Somatina accraria  Swinhoe, 1904
- Somatina anthophilata  Guenée, [1858]
- Somatina apicipuncta  Prout, 1915
- Somatina centrofasciaria  (Leech, 1897)
- Somatina chalyboeata  (Walker, 1869)
- Somatina ctenophora  Prout, 1915
- Somatina densifasciaria  Inoue, 1992
- Somatina discata  Warren, 1909
- Somatina eurymitra  Turner, 1926
- Somatina figurata  Warren, 1897
- Somatina fletcheri  Herbulot, 1958
- Somatina fraus  Prout, 1916
- Somatina fungifera  Warren, 1909
- Somatina hombergi  Herbulot, 1967
- Somatina impunctulata  (Warren, 1901)
- Somatina ioscia  Prout, 1932
- Somatina irregularis  (Warren, 1898)
- Somatina lemairei  Herbulot, 1978
- Somatina lia  Prout, 1915
- Somatina macroanthophilata  Xue, 1992
- Somatina maeandrata  Prout, 1925
- Somatina mozambica  (Thierry-Mieg, 1905)
- Somatina nigridiscata  (Warren, 1896)
- Somatina obscuriciliata  Wehrli, 1924
- Somatina omicraria  (Fabricius, 1798)
- Somatina ossicolor  Warren, 1898
- Somatina plynusaria  (Walker, [1863])
- Somatina postlineata  (Warren, 1899)
- Somatina probleptica  Prout, 1917
- Somatina prouti  Janse, 1934
- Somatina purpurascens  Moore, [1887]
- Somatina pythiaria  (Guenée, [1858])
- Somatina rhodochila  Prout, 1932
- Somatina rosacea  Swinhoe, 1894
- Somatina rufifascia  Warren, 1896
- Somatina sanctithomae  Herbulot, 1958
- Somatina sedata  Prout, 1922
- Somatina sublucens  (Warren, 1907)
- Somatina subviridata  (Warren, 1901)
- Somatina syneorus  Prout, 1915
- Somatina transvehens  Prout, 1918
- Somatina vestalis  (Butler, 1875)
- Somatina virginalis  Prout, 1917
- Somatina wiltshirei  Prout, 1938